# Ґаррет Гедлунд
Ґаррет Джон Гедлунд (англ. Garrett John Hedlund; нар. 3 вересня 1984, Росо, Міннесота) — американський актор, найбільш відомий ролями Патрокла в епічній картині Вольфганга Петерсена «Троя» і Сема Флінна у фільмі «Трон: Спадок».

## Біографія
Ґаррет Гедлунд перші роки свого життя провів на фермі невеликого містечка Розо штату Міннесота на півночі США. Його родина складалася з його батька Роберта, матері Крісті і старших брата і сестри Натаніеля і Аманди. Коли Ґаррету було 14 років, він з матір'ю переїхав в місто Скоттсдейл (штат Арізона, округ Марікопа). Там Ґаррет почав брати приватні уроки акторської майстерності.
Після закінчення вищої школи Гедлунд відразу ж поїхав до Лос-Анджелеса для продовження акторської кар'єри. Вже через місяць після приїзду він отримав роль Патрокла в історичній драмі режисера Вольфганга Петерсена «Троя». Далі були успішні роботи у спортивній драмі «У променях слави» 2004 року і «Кров за кров» 2005 року, а також в екранізації роману Крістофера Паоліні «Ерагон» 2006 року.
У 2010 році вийшов фільм з його участю: «Трон: Спадок» — продовження фільму «Трон» (1982).

### Особисте життя
З 2012 року зустрічався з Кірстен Данст. В кінці квітня 2016 стало відомо, що Ґаррет і Кірстен розлучилися.

## Фільмографія

### Фільми
| Рік  |    | Українська назва                      | Оригінальна назва                    | Роль                |
| ---- | -- | ------------------------------------- | ------------------------------------ | ------------------- |
| 2004 | ф  | Троя                                  | Troy                                 | Патрокл             |
| 2004 | ф  | У променях слави                      | Friday Night Lights                  | Дон Біллінгслі      |
| 2005 | ф  | Кров за кров                          | Four Brothers                        | Джек Мерсер         |
| 2006 | ф  | Ерагон                                | Eragon                               | Муртаг              |
| 2007 | ф  | Крута Джорджія                        | Georgia Rule                         | Харлан              |
| 2007 | ф  | Смертний вирок                        | Death Sentence                       | Біллі Дарл          |
| 2010 | ф  | Любов мене не зрадить                 | Country Strong                       | Бо Гаттон           |
| 2010 | ф  | Трон: Спадщина                        | Tron: Legacy                         | Сем Флінн           |
| 2011 | кф | Трон: Наступний день                  | Tron: The Next Day                   | Сем Флінн           |
| 2012 | ф  | На дорозі                             | On the Road                          | Дін Моріарті        |
| 2013 | ф  | Всередині Л'юіна Девіса               | Inside Llewyn Davis                  | Джонні Файв         |
| 2014 | ф  | Колискова                             | Lullaby                              | Джонатан            |
| 2014 | ф  | Нескорений                            | Unbroken                             | Джон Фіцджеральд    |
| 2015 | ф  | Мохаве                                | Mojave                               | Томас               |
| 2015 | ф  | Пен: Подорож до Небувалії             | Pan                                  | капітан Джеймс Гак  |
| 2016 | ф  | Біллі Лінн: Довга перерва посеред бою | Billy Lynn's Long Halftime Walk      | сержант Дайм        |
| 2017 | ф  | Ферма «Мадбаунд»                      | Mudbound                             | Джеймі Макаллан     |
| 2018 | ф  | Берден                                | Burden                               | Майк Берден         |
| 2019 | ф  | Потрійний кордон                      | Triple Frontier                      | Бен Міллер          |
| 2019 | ф  | Дрімленд                              | Dreamland                            | Перрі Монтрой       |
| 2021 | ф  | Сполучені Штати проти Біллі Голідей   | The United States vs. Billie Holiday | Гаррі Дж. Анслінгер |
| 2023 | ф  | Репетитор                             | The Tutor                            | Ітан Кемпбелл       |
| 2023 | ф  | Дорога відчаю                         | Desperation Road                     | Рассел Гейнс        |
| 2023 | ф  | Дочка болотного короля                | The Marsh King's Daughter            | Стівен Пеллетье     |

### Телебачення
| Рік         |   | Українська назва     | Оригінальна назва   | Роль                                                       |
| ----------- | - | -------------------- | ------------------- | ---------------------------------------------------------- |
| 2017 — 2018 | с |                      | Mosaic              | Джоел Херлі (8 епізодів)                                   |
| 2021        | с | Сучасне кохання      | Modern Love         | Спенс (епізод: «In the Waiting Room of Estranged Spouses») |
| 2022 — 2024 | с | Король Талси         | Tulsa King          | Мітч Келлер (19 епізодів)                                  |
| 2023        | с | Законники: Басс Рівз | Lawmen: Bass Reeves | Гаррет Монтгомері (епізод: «Part III»)                     |

### Відеоігри
| Рік  |    | Українська назва | Оригінальна назва | Роль        |
| ---- | -- | ---------------- | ----------------- | ----------- |
| 2006 | вг | Ерагон           | Eragon            | Муртаг      |
| 2017 | вг |                  | Mosaic            | Джоел Херлі |